# Lucy Madox Brown
Lucy Madox Brown (Parigi, 19 luglio 1843 – Sanremo, 4 agosto 1894) è stata una pittrice, modella e scrittrice inglese associata ai Preraffaeliti.

## Biografia
Figlia di Ford Madox Brown ed Elizabeth Bromley (1819–1846), nacque a Parigi nel 1843 e rimase orfana di madre a soli tre anni. Fu mandata a vivere con la zia Helen Bromley in Gravesend, Kent. Nel 1856 andò a vivere in casa Rossetti a Londra ed ebbe per tutrice la sua futura cognata Maria Francesca Rossetti. Nel 1857 a Manchester visitò l'Art Treasures Exhibition. La sua sorellastra minore, Catherine, anche lei artista, la descriverà come "uno strano miscuglio di violenza e intelligenza"

### Matrimonio e famiglia
Nell'estate del 1873 si fidanzò con William Michael Rossetti e si sposarono il 31 marzo 1874. William era figlio di Gabriele Rossetti e fratello di Maria Francesca, Dante Gabriel e Christina Georgina. Nonostante 14 anni di differenza la coppia aveva molto in comune. Erano entrambi agnostici con decisi punti di vista sull'arte, sul femminismo e sulle politiche liberali Passarono la luna di miele in Francia e in Italia visitando anche Napoli. Dopo un tentativo di vivere in casa con la famiglia di William, per divergenze religiose con Christina Georgina Rossetti e sua madre, Frances Polidori, si trasferirono in Bloomsbury sul finire del 1876.
Ebbero cinque figli, Olivia Frances Madox, nacque nel 1875, Gabriel Arthur nel 1877, Helen Maria nel 1879 e i gemelli Mary Elizabeth e Michael Ford, morto bambino, nel 1881.

### Carriera letteraria ed artistica

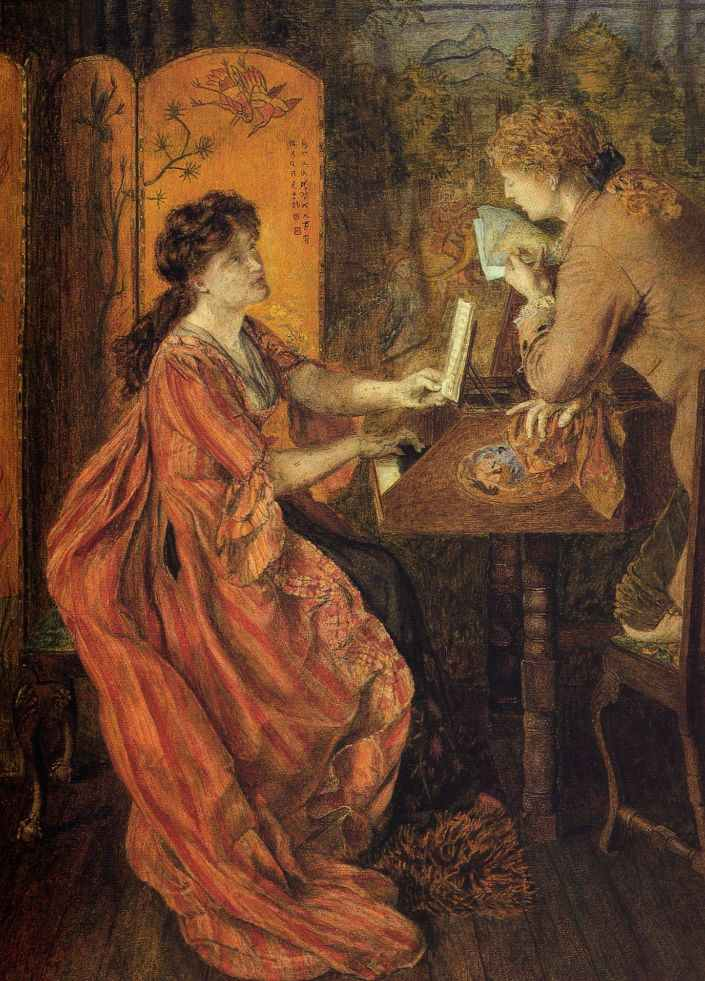
The Duet by Lucy Madox Brown (1870)

Iniziò a dipengere nel 1868, e con la sorellastra, Catherine, fecero da modelle e lavorarono come assistenti per il padre. Altre donne tra i Preraffaelliti come Georgiana Burne-Jones, sorella di Thomas Seddon e di Marie Spartali Stillman lavorarono nello stesso studio. Dipinse principalmente acquarelli, espose in Dudley Museum and Art Gallery dal 1869 al 1872. Il suo dipinto, The Duet, che fu esposto alla Royal Academy nel 1870, fu descritto da Dante Gabriel Rossetti come un "dipinto perfetto". Smise di dipingere, salvo poche eccezioni, nel 1874 quando si sposò.

Scrisse la biografia di Mary Wollstonecraft Godwin, Signora Shelley, per la collana Eminent Women series, curata da John Ingram, e fu pubblicata nel 1890.

### Morte
Ammalatasi di tubercolosi si recò in Italia per curare la propria salute. Sappiamo dalle lettere private di William dei problemi che si manifestarono già dalla fine del 1892. Morì il 12 aprile 1894 all'Hotel Victoria di Sanremo, alla presenza del marito e della figlia Olivia e fu sepolta nel Cimitero di La Foce. Volle lasciare tutto ai suoi figli motivo per cui Dinah Roe suppose che intendesse proteggerli da un eventuale secondo matrimonio del marito.

## Opere

### Dipinti
- (EN) Lucy Madox Brown, The Duet, su mystudios.com, 1870. URL consultato il 3 dicembre 2017.
- (EN) Lucy Madox Brown, The Tempest, Ferdinand and Miranda Playing Chess, su mystudios.com, 1871. URL consultato il 3 dicembre 2017.
- (EN) Lucy Madox Brown, Mathilde Blind, su mystudios.com, 1872. URL consultato il 3 dicembre 2017.
- (EN) Lucy Madox Brown, Margaret Roper Rescuing the Head of her Father, su mystudios.com, 1873. URL consultato il 3 dicembre 2017.
- (EN) Lucy Madox Brown, The tomb scene from Romeo and Giulietta, su nationaltrustimages.org.uk. URL consultato il 3 dicembre 2017.
- (EN) Lucy Madox Brown, Study for Romeo and Juliet, su christies.com. URL consultato il 3 gennaio 2017.
- (EN) Lucy Madox Brown, View of Charmouth, Dorset, su preraphaelitepaintings.blogspot.de, 1872. URL consultato il 3 dicembre 2017.
- (EN) Lucy Madox Brown, Andre, su mystudios.com, 1889. URL consultato il 3 dicembre 2017.

### Scritti
- (EN) Lucy Madox Brown Rossetti, Mrs Shelley, Internet Archive, London, W. H. Allen, Ann Arbor, Michigan: University of Michigan Library, 1890, OCLC 671923469.
- (EN) Lucy Madox Brown Rossetti, Letters : to Ford Madox Brown, 1885 June 24 - [1885?], OCLC 913288088.
- (EN) Lucy Madox Brown Rossetti e Frederic Shields, Lucy Madox Rossetti letters to Mrs. Bell and Frederic Shields, ca.1871-1884, OCLC 81288786.
- (EN) Lucy Madox Brown Rossetti e Frick Art Reference Library, Lucy Madox Rossetti : artist file : study photographs and reproductions of works of art with accompanying documentation 1920-2000, OCLC 83686742.

### Da modella
- (EN) Ford Madox Brown, Lucy, su nationaltrustimages.org.uk. URL consultato il 3 gennaio 2017.
- (EN) Dante Gabriel Rossetti, Mrs. William Michael Rossetti, su rossettiarchive.org. URL consultato il 3 gennaio 2017.
- (EN) Dante Gabriel Rossetti, Possibly Lucy Madox Brown, su nationaltrustcollections.org.uk, 1874. URL consultato il 3 gennaio 2017.

### Galleria d'immagini

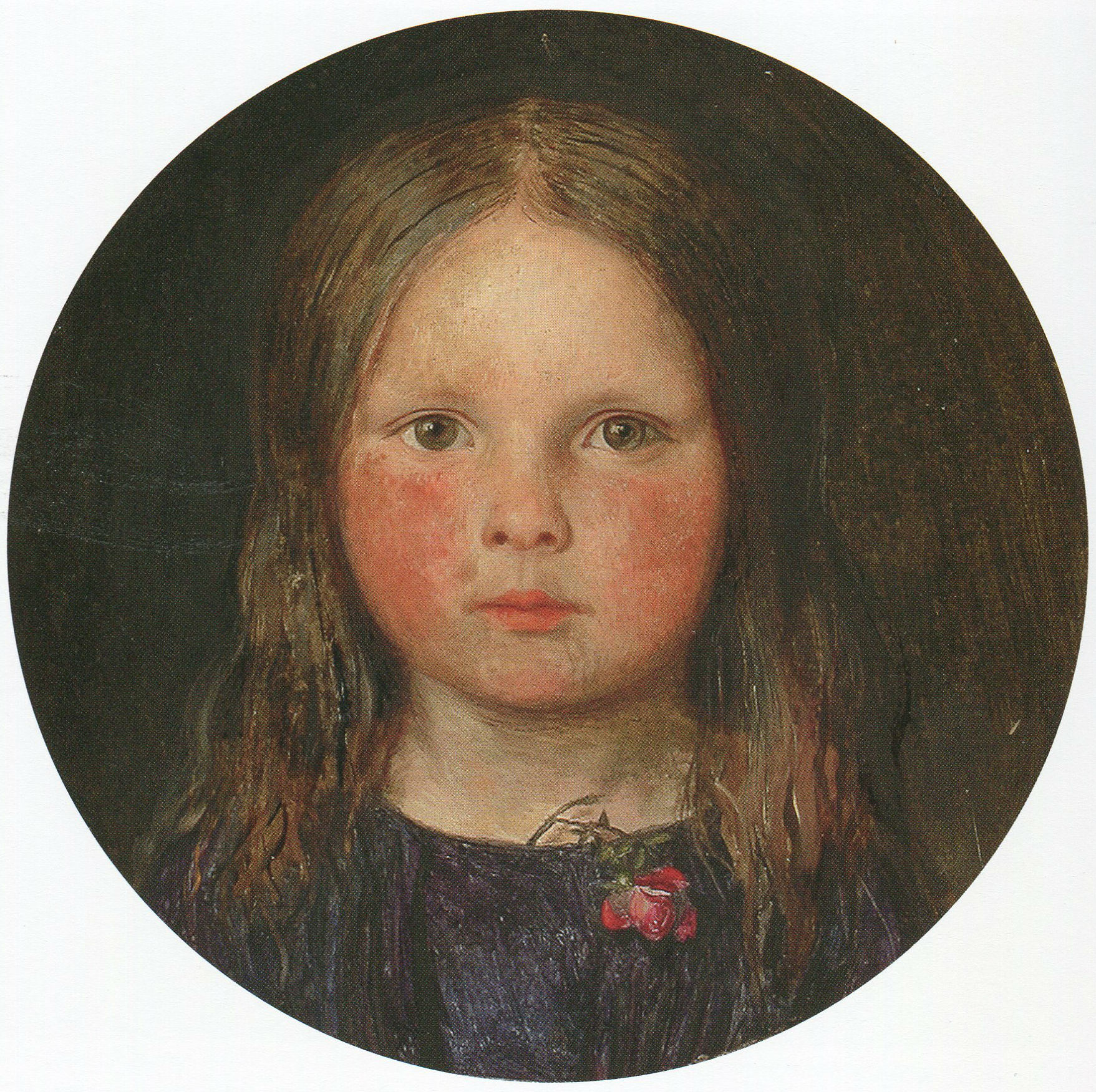
Ritratto di Lucy Madox Brown eseguito da suo padre, Ford Madox Brown
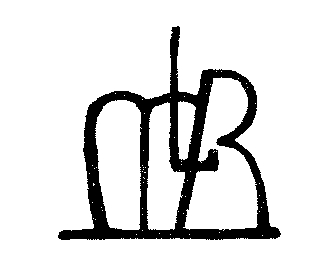
Firma di Lucy Madox Brown
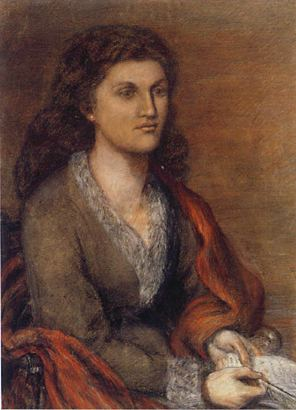
Mathilde Blind
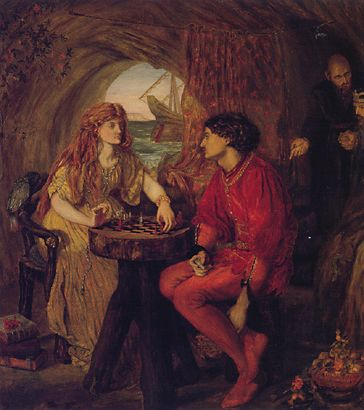
La tempesta
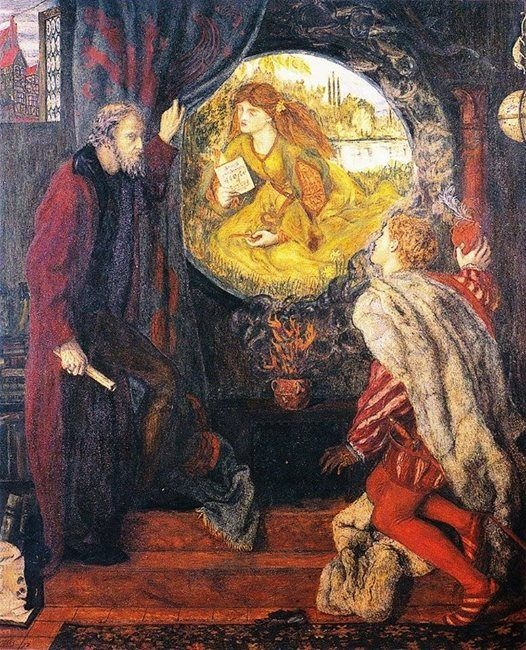
Lo specchio magico
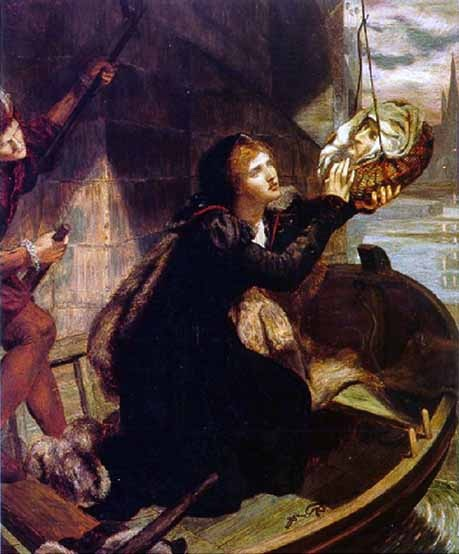
Margaret Roper
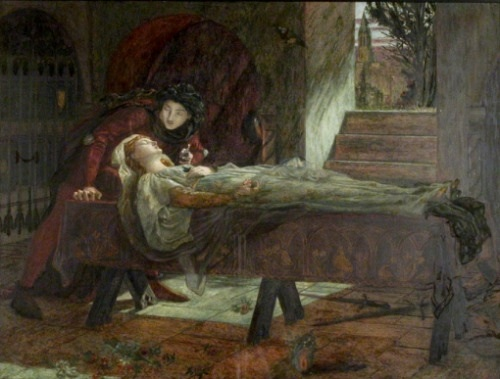
Romeo e Giulietta